# Cantón de Bayona-Norte
El cantón de Bayona-Norte era una división administrativa francesa, situada en el departamento de los Pirineos Atlánticos y la región Aquitania.

## Composición
El cantón de Bayona-Norte estaba formado por una parte de la ciudad de Bayona y la comuna de Boucau.

## Supresión del cantón de Bayona-Norte
En aplicación del Decreto n.º 2014-248 de 25 de febrero de 2014, el cantón de Bayona-Norte fue suprimido el 22 de marzo de 2015 y sus dos comunas pasaron a formar parte del nuevo cantón de Bayona-2.